# Југашик (Аљаска)
Југашик (енгл. Ugashik) насељено је место без административног статуса у америчкој савезној држави Аљаска.

## Демографија
По попису из 2010. године број становника је 12, што је 1 (9,1%) становника више него 2000. године.
| Група             | 2000.     | 2010.     |
| Белци             | 2 (18,2%) | 3 (25,0%) |
| Афроамериканци    | 0 (0,0%)  | 0 (0,0%)  |
| Азијати           | 0 (0,0%)  | 0 (0,0%)  |
| Хиспаноамериканци | 0 (0,0%)  | 0 (0,0%)  |
| Укупно            | 11        | 12        |